# Boks na Igrzyskach Panamerykańskich 2011
Turniej bokserski XVI Igrzysk Panamerykańskich odbył się w dniach 21–29 października 2011 w Gudalajarze (Meksyk) w Expo Guadalajara Arena. Rozegrany został w dziesięciu kategoriach męskich i trzech kobiecych. Na starcie stanęło 119 zawodniczek i zawodników z 24 krajów.

## Medalistki
| Kategoria            | Złoty                   | Srebrny                       | Brązowy                                                     |
| waga musza (51 kg)   | Mandy Bujold · Kanada   | Ingrit Valencia · Kolumbia    | Pamela Benavidez · Argentyna · Karhla Magliocco · Wenezuela |
| waga lekka (60 kg)   | Kiria Tapia · Portoryko | Erica Cruz · Meksyk           | Sandra Bizier · Kanada · Adela Peralta · Argentyna          |
| waga średnia (75 kg) | Mary Spencer · Kanada   | Yenabier Guillén · Dominikana | Roseli Feitosa · Brazylia · Alma Ibarra · Meksyk            |

## Medaliści
| Kategoria                    | Złoty                       | Srebrny                       | Brązowy                                                      |
| waga papierowa (49 kg)       | Joselito Velázquez · Meksyk | Yosvany Veitía · Kuba         | Jantony Ortíz · Portoryko · Juan Medina · Dominikana         |
| waga musza (52 kg)           | Robeisy Ramírez · Kuba      | Dagoberto Agüero · Dominikana | Julião Henriques · Brazylia · Braulio Ávila · Meksyk         |
| waga kogucia (56 kg)         | Lázaro Álvarez · Kuba       | Óscar Valdez · Meksyk         | Ángel Rodríguez · Wenezuela · Robenílson de Jesus · Brazylia |
| waga lekka (60 kg)           | Yasniel Toledo · Kuba       | Robson Conceição · Brazylia   | Ángel Gutiérrez · Meksyk · Ángel Suárez · Portoryko          |
| waga lekkopółśrednia (64 kg) | Roniel Iglesias · Kuba      | Valentino Knowles · Bahamy    | Yoelvis Hernández · Wenezuela · Éverton Lopes · Brazylia     |
| waga półśrednia (69 kg)      | Carlos Banteaux · Kuba      | Óscar Molina · Meksyk         | Mian-Imtiaz Hussain · Kanada · Myke Carvalho · Brazylia      |
| waga średnia (75 kg)         | Emilio Correa · Kuba        | Jaime Cortéz · Ekwador        | Juan Carlos Rodriguez · Wenezuela · Brody Blair · Kanada     |
| waga półciężka (81 kg)       | Julio de la Cruz · Kuba     | Yamaguchi Falcão · Brazylia   | Carlos Góngora · Ekwador · Armando Piña · Meksyk             |
| waga ciężka (91 kg)          | Lenier Pero · Kuba          | Julio Castillo · Ekwador      | Yamil Peralta · Argentyna · Anderson Emmanuel · Barbados     |
| waga superciężka (>91 kg)    | Ítalo Perea · Ekwador       | Juan Hiracheta · Meksyk       | Gerardo Bisbal · Portoryko · Isaía Mena · Kolumbia           |

## Klasyfikacja medalowa
| Poz.    | Państwo    |    |    |    | Razem |
| ------- | ---------- | -- | -- | -- | ----- |
| 1       | Kuba       | 8  | 1  | 0  | 9     |
| 2       | Kanada     | 2  | 0  | 3  | 5     |
| 3       | Meksyk     | 1  | 4  | 4  | 9     |
| 4       | Ekwador    | 1  | 2  | 1  | 4     |
| 5       | Portoryko  | 1  | 0  | 3  | 4     |
| 6       | Brazylia   | 0  | 2  | 5  | 7     |
| 7       | Dominikana | 0  | 2  | 1  | 3     |
| 8       | Kolumbia   | 0  | 1  | 1  | 2     |
| 9       | Bahamy     | 0  | 1  | 0  | 1     |
| 10      | Wenezuela  | 0  | 0  | 4  | 4     |
| 11      | Argentyna  | 0  | 0  | 3  | 3     |
| 12      | Barbados   | 0  | 0  | 1  | 1     |
| Łącznie | Łącznie    | 13 | 13 | 26 | 52    |